# Landulf IV

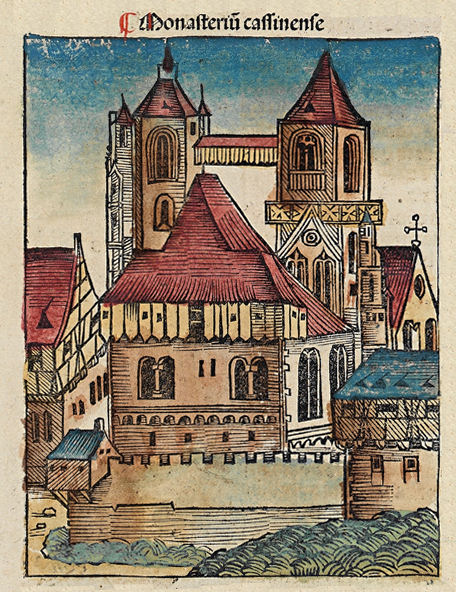
Landulf VI van Capua was in de Middeleeuwen een van de militaire verdedigers van de abdij van Montecassino

Italiaanse vorstendommen in de 10e eeuw

Landulf IV van Benevento, ook genoemd Landulf VI van Capua (prinsdom Benevento, 955 – Crotone , 982) was een Longobardische vorst in Zuid-Italië en bondgenoot van keizer Otto II van het naburige Oost-Francië. Hij was co-prins van Benevento en Capua (968 tot 981) en later prins van Capua.

## Levensloop
Landulf was co-prins van Benevento en Capua ten tijde van het bestuur van zijn vader, Pandulf IJzerenhoofd. Hij was de oudste zoon van Pandulf en Aloara, twee edelen met als stamland Capua. In 969 bestormden Frankische troepen van keizer Otto I de Byzantijnen. De Byzantijnen hadden hun gebieden aan de zuidkust van Italië. Landulfs vader, Pandulf, werd gevangen genomen en opgesloten in Constantinopel, hoofdstad van het Byzantijnse Rijk. Tijdens deze periode hielp Landulf zijn moeder Capua te verdedigen tegen de oprukkende Byzantijnen. Na de vrijlating van Pandulf herstelde de rust in Zuid-Italië, omdat Pandulf het centrale gezag over zijn prinsdommen volop uitoefende, met militaire hulp van de Franken.
Na de dood van vader Pandulf (981) viel Zuid-Italië uiteen in chaos: de dynastieke unie van Longobardia Minor (of Zuid-Lombardije) bestond niet meer. Longobardische edelen bestookten de zonen van Pandulf in elk van de prinsdommen. De jonge keizer Otto II van Oost-Francië viel Zuid-Italië binnen en deed dit niet alleen om de vechtende Longobarden uit elkaar te houden. Het doel van de keizerlijke veldtocht was de Byzantijnen de zee in te jagen en de Saracenen van het emiraat Sicilië te verslaan. Geheel Zuid-Italië moest onder keizerlijk gezag komen.
Landulf bleef te midden van deze chaos heerser over het prinsdom Capua, het stamland van zijn ouders. Hij regeerde als Landulf VI. Otto II verleende hem de titel van markgraaf van Spoleto want het hertogdom Spoleto ging naar prins Trasimondo IV. Landulf VI hield zich militair bezig met de abdij van Montecassino, de grootste abdij in Zuid-Italië. Hij moest er Bernardo di Alife verjagen; deze opstandige graaf had zich de domeinen van de abdij toegeëigend. Landulf schonk de domeinen terug aan de abdij, een territoriale abdij. Aan het Hof van Capua maakte Landulf voor het eerst kennis met de hervorming van Cluny in de abdijen. Nilo da Rossana, een kluizenaar, verbleef aan het prinselijk hof en bracht hem deze boodschap uit Bourgondië.
Landulf trok mee met de Frankisch-Saksische troepen van Otto II tegen de Saracenen. Emir Abu al-Qasim verpletterde de Germaanse troepen in de Slag bij Crotone (982) in Calabrië. Landulf vond de dood op het slagveld, net als zijn zonen Ingulf, Vadipert en Guido alsook Atenulf, een jongere broer van Landulf.
Een minderjarige broer, Landenulf, volgde Landulf op als prins van Capua, met moeder Aloara als regentes.